# Luchthaven M'boki
Luchthaven M'boki (IATA: MKI, ICAO: FEFE) is een luchthaven in Obo, Centraal-Afrikaanse Republiek.